# アンスバッハ・バッハ週間

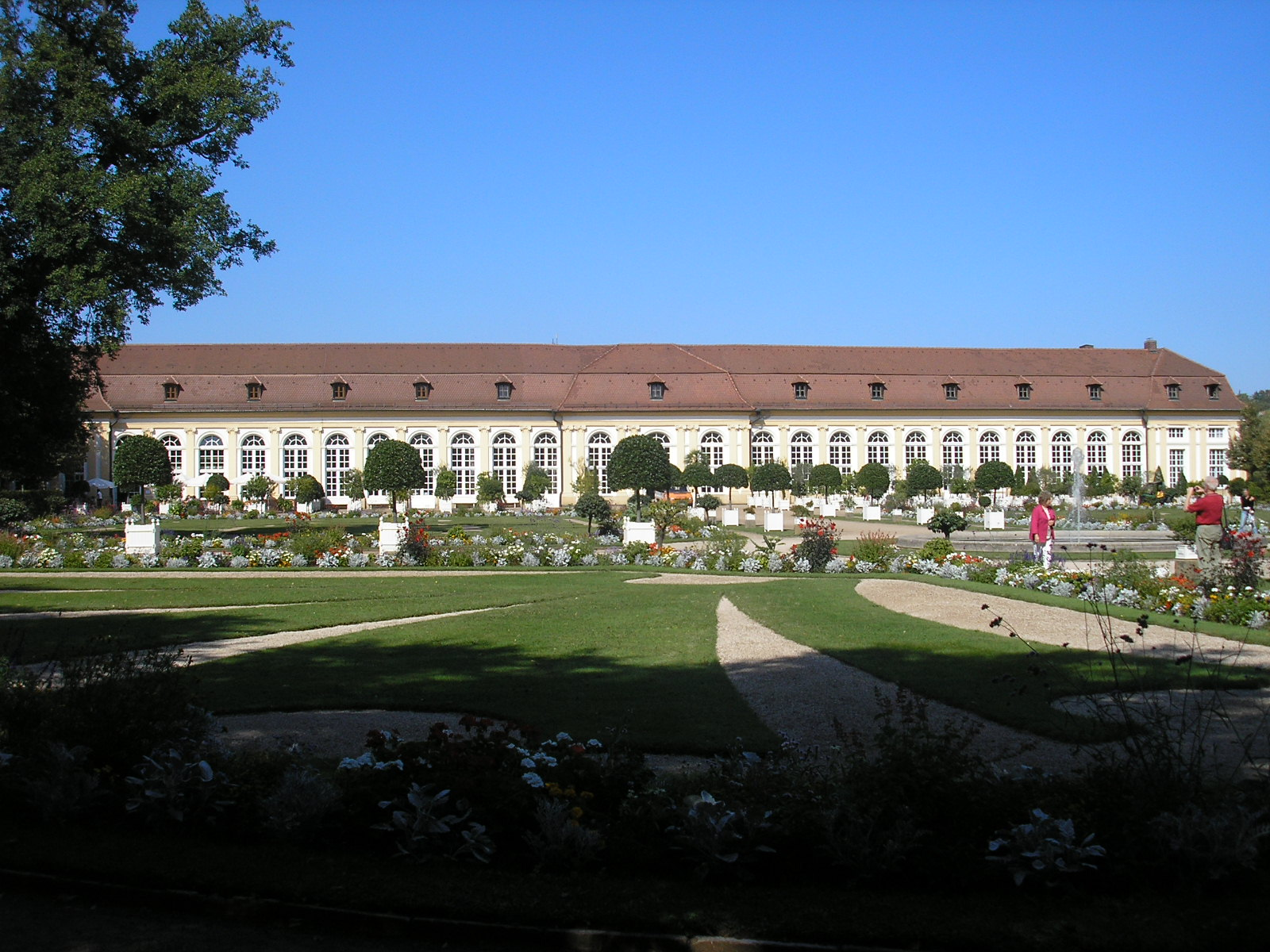
オランジュリー

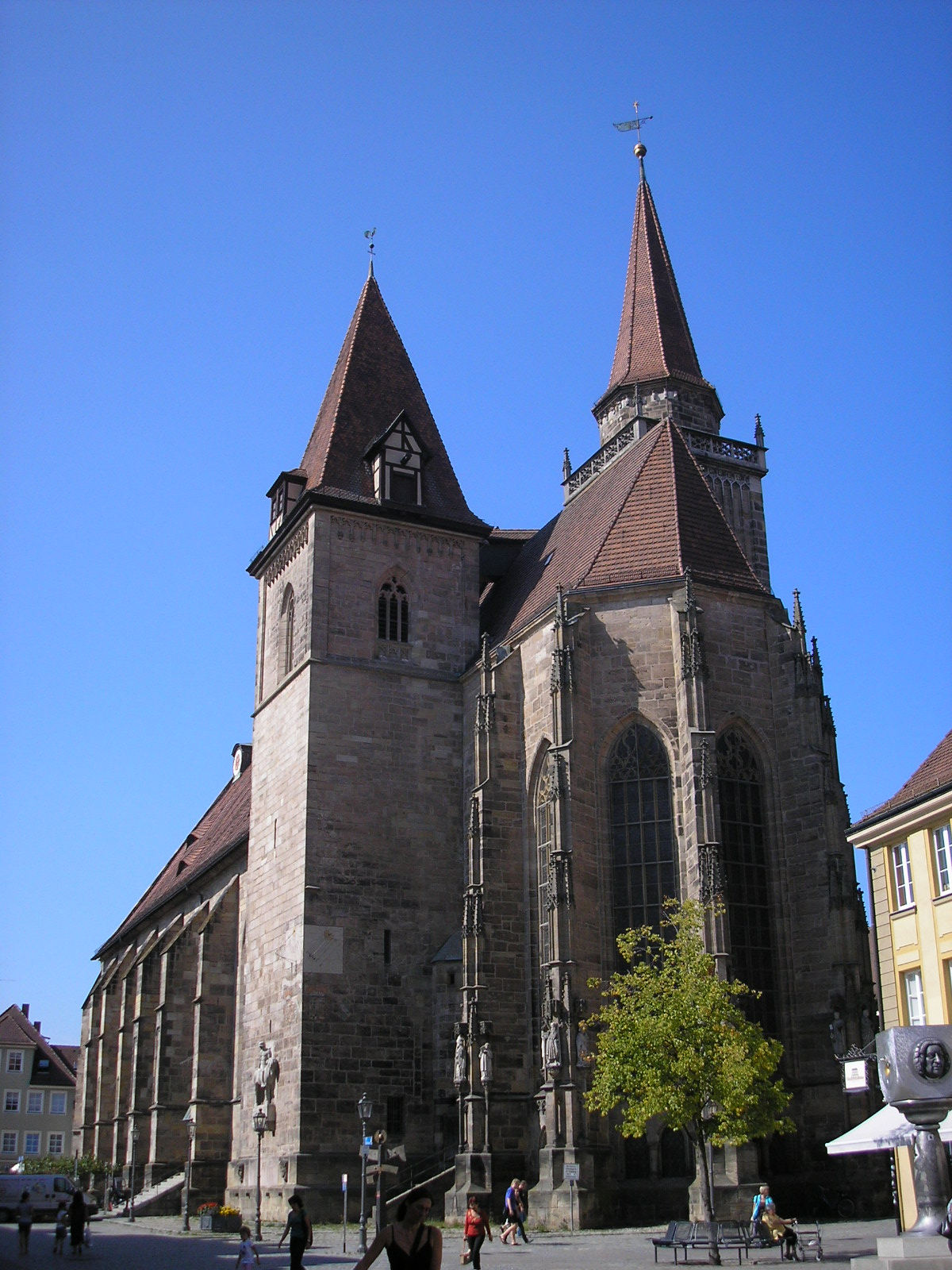
聖ヨハンニス教会

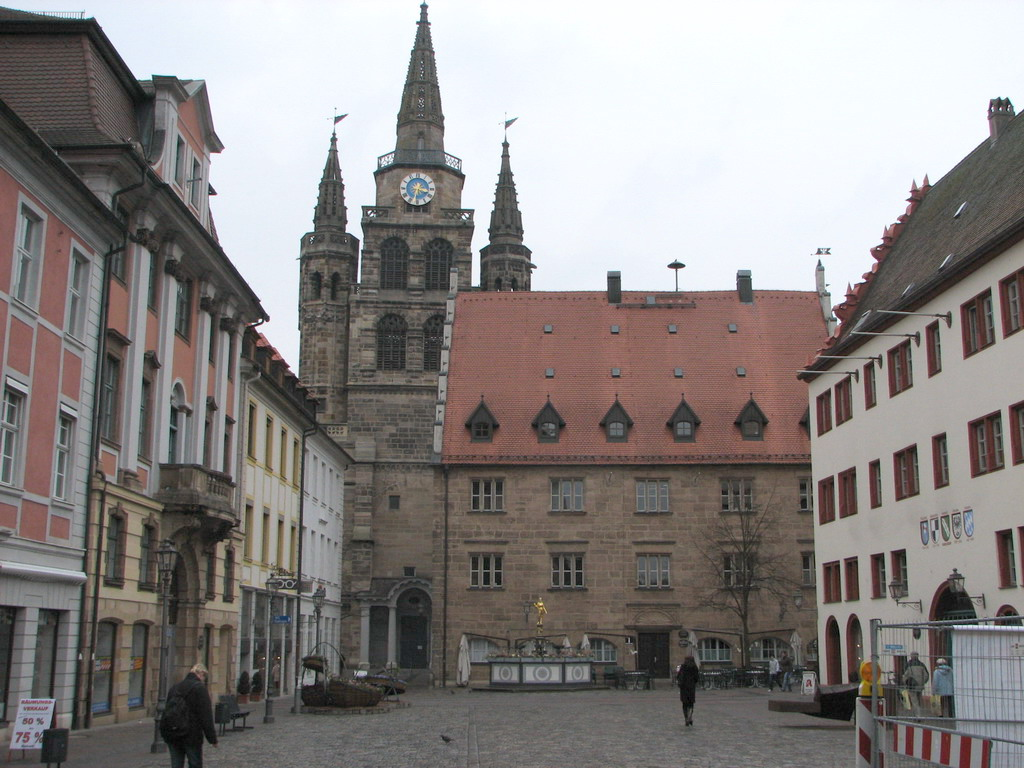
聖グンベルトゥス教会

アンスバッハ・バッハ週間（ドイツ語: Bachwoche Ansbach）は、ドイツのアンスバッハで隔年で開催される音楽祭。会場は城館、オランジュリーと宮廷庭園、聖グンベルトゥス教会と聖ヨハンニス教会などが使用される。

## 概要
1947年にポンマースフェルデンで第1回の音楽祭が開催されたが、翌年からアンスバッハに移された。当初は指揮者のフェルディナント・ライトナーが中心で、ヴォルフガング・シュナイダーハン、ユーディ・メニューイン、ヴィルヘルム・ケンプ、オーレル・ニコレ、ピーター・ピアーズ、ディートリヒ・フィッシャー＝ディースカウらが招かれた。その後、1955年から1964年までカール・リヒターが芸術監督を務めた。1980年代からレパートリーが拡大し、ヨハン・ゼバスティアン・バッハのみならずバッハの息子たち、クラウディオ・モンテヴェルディ、ヘンリー・パーセル、パウル・ヒンデミット、ヴィトルト・ルトスワフスキ、アルヴォ・ペルトなどの作品も演奏するようになった。2000年代に入ると、音楽祭に「バッハとストラヴィンスキー」などとテーマを設定され、子供のためのコンサートやジャズ・コンサートが加わるようになった。
これまでに出演した音楽家たちには、ムスティスラフ・ロストロポーヴィチ、フェルディナント・ライトナー、ナタン・ミルシテイン、ネヴィル・マリナーらがいる。また近年に登場した音楽家としてギドン・クレーメル、ジョン・エリオット・ガーディナーとイングリッシュ・バロック・ソロイスツ、フィリップ・ヘレヴェッヘ、トン・コープマン、アンドレアス・シュタイアー、鈴木雅明とバッハ・コレギウム・ジャパンなどがあげられる。